# Cantón de Virieu
El cantón de Virieu era una división administrativa francesa, que estaba situada en el departamento de Isère y la región de Ródano-Alpes.

## Composición
El cantón estaba formado por catorce comunas:
- Bilieu
- Blandin
- Charavines
- Chassignieu
- Chélieu
- Doissin
- Le Passage
- Le Pin
- Montrevel
- Oyeu
- Panissage
- Saint-Ondras
- Valencogne
- Virieu

## Supresión del cantón de Virieu
En aplicación del Decreto n.º 2014-180 de 18 de febrero de 2014, el cantón de Virieu fue suprimido el 22 de marzo de 2015 y sus 14 comunas pasaron a formar parte; trece del nuevo cantón de Le Grand-Lemps y una del nuevo cantón de La Tour-du-Pin.